# 万发拨子遗址
万发拨子遗址，又名“王八脖子”，或“万宝钹子”，是鸭绿江中上游地区新石器时代至明代晚期的大型聚落遗址，位于吉林省通化市金厂镇跃进村。

## 名称由来
遗址位于通化市江南南山，山形椭圆，如同龟鳖背甲。山势由东北向西南延伸，然后陡然凹下变窄，伸向平原区与一小山丘相接，形成两端高中间低的微地貌特征，恰似龟鳖之颈首，故得俗称“王八脖子”，后雅化为“万宝钹子”，又取雅名“万发拨子”，并沿用至今。

## 地理地貌
遗址位于通化市江南新区，北距通化市中心3公里，地处老岭山脉西缘，浑江中游南岸。金厂河从遗址南部流过，向西注入浑江 。遗址东部部分坡度较陡，不利于居住，用为耕地或墓葬；遗址西南区域山势平缓，被古代居民选址为居住区。聚落南缘为山丘断崖，成为天然的防护屏障，其余段则筑有环山围环壕，用以抵御敌人和防止野兽侵扰。

## 考古发现
万发拨子遗址文化堆积可分为13层，堆积最厚处达3.12米。依据地层关系及出土物，遗存大致可以分为六期，其中一期为新石器时代晚期遗存，年代距今6000至5000年间，其又可分为早、晚两段；第二期至第四期相当于商周、春秋战国和西汉，这三期是大致可相互衔接的三种遗存。一、二期遗存分布范围极小，三期是遗址遗存主体，出土的遗迹遗物最为丰富，堆积层也较厚。四期遗存面积较大，但堆积较薄。第五期为魏晋时期遗存，分布面积大大缩小。第六期是明朝遗存，仅有墓葬发现。万发拨子遗址大致涵盖了吉林省东南部、辽宁省东部及朝鲜半岛西北部的古文化遗存。
遗址出土文物6942件（如陶、石、青铜、骨、夔金、银、瓷、铁器等；器物类型有筒形陶罐、陶钵、镂孔圈足陶赢、袋足陶高、陶壶、圈足陶碗，骨质的卜骨、骨链等，青铜制的短剑、矛、镜、环、斧等，石器有斧、刀、凿、锨、锤、砧、磨盘、磨棒、臼、柞石等），发现遗迹248处（主要包括房址22座、墓葬56座、灰坑160个、灰沟9条、环山围沟1条）。遗址还出土了大量动物骨骼遗存，表明当地曾经有丰富的野生动物资源，其中包括熊、狗獾、黄鼬、貂、水獭、豺、狐、貉、虎、猞猁、野猪、马鹿、狍、双壳类等，以及猪、牛、羊、犬、马等家畜。遗址墓葬较有特色，分为土坑墓、石棺墓、石棺石椁墓、大盖石墓、大盖石积石墓、无坛石圹积石墓、方坛积石墓等七种形制。

### 新石器时代晚期
万发拨子新石器时代晚期遗存可分为早段和晚段两段，分别距今6000-5500年和5500-5000年。这一时期的遗存分布范围极小，但展现出具有鲜明地域特色的文化面貌，同周边地区其他遗址区别较大。遗存表明万发拨子遗址在新石器时代晚期早段已经出现定居农业，并有较发达的渔猎采集经济，到晚段时狩猎水平出现一定提高。这一时期出土的房屋遗址呈半地穴式。

### 春秋战国
万发拨子春秋战国时期的文化遗存最为分布，分布面积大、遗迹遗物丰富，文化堆积层最厚。从出土的动物骨骼来看，从春秋战国到西汉，再到魏晋时期，野生动物的种类和数量都有减少的趋势，而家养的牲畜则明显增加，狗的数量具有相对稳定性。可以看出在这一阶段聚落人口迅速增加，生产力水平快速提高，周围林地资源和野生动物资源被过度消耗。

### 西汉
万发拨子西汉时期（包括高句丽初期）的遗存面积较大，但文化堆积层相对较薄。这时期的聚落遗址周围出现了构筑的环壕，证明遗址已属于组织较严密的大型村落。

### 魏晋
万发拨子魏晋时期的遗存分布面积大大小于前两时期，居址仅见于西部圆丘顶部，这可能与这时期的战乱导致人口减少有关。

### 明代
明代的人们已经将遗址所在地仅仅作为墓地来使用了。可见遗址周围有限的资源已无法很好地支持明代人口大量增加后的生存需求。

## 考古价值
万发拨子遗址的发现将高句丽文化与本地区的青铜文化联系起来，为鸭绿江流域中上游考古学文化序列、东北亚青铜时代考古、高句丽考古以及环境考古学研究提供了丰富的第一手资料。高句丽早期积石墓的发现及其与该遗址高句丽时期墓葬的传承关系对研究高句丽墓葬的起源具有极为重要的启示作用。更为重要的是，在遗址中与这两种墓葬同时期的生活居址亦有发现，二者相互印证可较全面地反映出高句丽早期及先高句丽时期的社会生活，并对高句丽起源的研究产生重大影响。
王绵厚先生认为，万发拨子遗址所处浑江中上游，应为“高句丽先世”貊人故地；遗址中土坑石椁（棺）墓与大石盖墓、积石墓共存，反映了西汉高句丽建国前，辽东“濊”与“貊”文化的交汇；遗址二期三足器的存在，主要反映了“西团山文化”的影响所及；以三、四、五期为代表的主体文化内涵，是鸭绿江、浑江流域“前高句丽”时期的貊族（高夷）青铜文化遗存；遗址的“环山围沟（壕）”，是高句丽城邑出现前，貊部（高夷）氏族聚落的代表类型。在高句丽建国前，不存在“古句丽国”。

## 现代发现与保护
遗址于1956年被吉林省文物局考古调查组实地调查时确定；1960年，吉林省第一次文物普查中复查该遗址，并建立“王八脖子”档案。1961年被吉林省政府列为第一批省级重点文物保护单位；1985年经通化市文物普查队的两次复查圈定了文物散布的范围；1996年11月，国家文物局批准考古项目时，将“王八脖子遗址”更名为“万发拨子遗址”。1997年4月至1999年11月，吉林省文物考古研究所对遗址做了系统考古发掘，发掘面积达6457平方米；1999年，该遗址被国家文物局评为年度全国十大考古新发现。2001年，遗址被公布为第五批全国重点文物保护单位。